# John Wilton
Sir Arthur John Wilton (21 ottobre 1921 – 12 giugno 2011) è stato un diplomatico inglese.

## Carriera
Ha studiato alla Wanstead High School, vincendo una borsa di studio al St John's College (Oxford) nel 1940. Nel 1942 si arruolò nei Royal Ulster Rifles e servì nella Irish Brigade in Nord Africa, Italia e Austria (1943-1946).
Egli entrò nel servizio diplomatico nel 1947, con commenti in Libano, Egitto, Golfo Shaikdoms, Yugoslavia e Romania. È stato direttore del centro per gli studi arabi in Libano (1960-1965), vice commissario in Aden (1966–1967), ambasciatore in Kuwait (1970-1974), assistente sottosegretario di stato (1974–1976) e ambasciatore in Arabia Saudita (1976–1979). Fu anche direttore della London House for Overseas Graduates (1979-1986) e presidente del centro arabo-britannica (1981–1986).
Dopo si ritirò a Devon, fu presidente del ramo Plymouth della English Speaking Union (1991) e un fiduciario della Arab-British Chamber Charitable Foundation (1989).

## Morte
Morì il 12 giugno 2011.